# Symphyotrichum woldenii
Symphyotrichum woldenii là một loài thực vật có hoa trong họ Cúc. Loài này được (Rydb.) G.L.Nesom miêu tả khoa học đầu tiên.